# Nikolái Klykov
Nikolái Kuzmich Klykov (en ruso: Никола́й Кузьми́ч Клы́ков; Bórovsk, Imperio ruso, 12 de noviembrejul./ 24 de noviembre de 1888greg. – Moscú, Unión Soviética, 29 de abril de 1968) fue un líder militar soviético que combatió durante la Segunda Guerra Mundial donde alcanzó el grado de teniente general (1940). Tuvo una destacada participación en la guerra, sobre todo en las primeras etapas. En 1941, fue asignado al Frente del Vóljov, donde asumió el mando del 52.º Ejército, con el que participó en la exitosa ofensiva de Tijvin que detuvo el avance nazi a lo largo del río Vóljov. Lo que permitió mantener una precaria línea de comunicación con la sitiada ciudad de Leningrado a través de la congelada superficie del Lago de Ládoga. Posteriormente, y ya al mando del 2.° Ejército de Choque, participó primero en la ofensiva de Liubán y después en la ofensiva de Siniávino. En ambas ocasiones su ejército fue cercado y destruido, razón por la cual fue destituido del mando y enviado a un puesto administrativo en la retaguardia donde permaneció el resto de la guerra.

## Biografía

### Infancia y juventud
Nikolái Klykov nació el 24 de noviembre de 1888, en la ciudad de Bórovsk, Gobernación de Kaluga en esa época parte del Imperio ruso (actualmente en el óblast de Kaluga en Rusia), en el seno de una familia de clase trabajadora. Después de graduarse en la escuela local, trabajó en Moscú como obrero.
Después del estallido de la Primera Guerra Mundial en 1914, fue reclutado por el Ejército Imperial Ruso y como soldado raso fue asignado al Frente Occidental, en mayo de 1915 fue enviado a la escuela de alférez del Frente Occidental, después de lo cual fue asignado al 493.° Regimiento de Infantería. de la 124.ª División de Infantería. Como parte de este regimiento, participó diversas batallas en el Frente Occidental, Noroeste y Rumano, siendo sucesivamente comandante de pelotón, comandante de compañía y ayudante del regimiento, alcanzando el grado de Capitán de Estado Mayor.
En marzo de 1918, después de que el regimiento regresara del frente, despedido del servicio, volvió a trabajar como obrero en Moscú. De septiembre a octubre de 1918, fue el jefe del grupo del departamento de suministro de granos del Ayuntamiento de Moscú.

### Periodo de entreguerras
A finales de octubre de 1918, se ofreció como voluntario para el Ejército Rojo y se convirtió en comandante de compañía en el 41.º regimiento de reserva. Luego fue enviado al Frente Occidental de la guerra civil rusa al 14.º Regimiento de Fusileros de la 2.ª Brigada de la División Internacional del Ejército Rojo de Letonia, donde fue asistente del comandante de este regimiento. Como parte de este regimiento, participó en batallas contra la Guardia Blanca y unidades alemanas, así como con unidades de Letonia y Estonia. En junio de 1919 se convirtió en comandante del 35.º Regimiento de Fusileros y luego, en mayo de 1920, en comandante de la 12.ª Brigada de Fusileros. Todo el tiempo participó en los combates en el frente occidental y participó como comandante de brigada en la 4.º División de Fusileros del 15.° Ejército en la guerra polaco-soviética de 1920-1921. En marzo de 1921, como parte de una división independiente del Grupo de Fuerzas del Sur, participó en la represión del levantamiento de Kronstadt.
Después del final de las operaciones de combate en la Guerra Civil, en abril de 1922, sirvió en el distrito militar de Petrogrado (desde 1924 Leningrado) como comandante del 94.º Regimiento de Fusileros de la 11.º División de Fusileros de Petrogrado, luego, en julio de 1922 fue nombrado comandante del 31.º regimiento de fusileros de esa misma división de fusileros. En 1926, se graduó en los cursos de perfeccionamiento de Tiro-táctico del personal de mando del Ejército Rojo conocidos como curso «Výstrel» destinado a entrenar oficiales de batallón y regimiento para la infantería soviética.
Desde marzo de 1928, trabajó como asistente del comandante de la 14.º División de Fusileros de Moscú del Distrito Militar de Moscú (Vladímir). En 1929 se graduó de los Cursos Académicos Superiores de la Academia Militar Frunze del Ejército Rojo y luego, en marzo de 1930, se convirtió en el comandante de Moscú, y en noviembre en el jefe del quinto departamento (entrenamiento de combate) del estado mayor del Distrito Militar de Moscú. Desde marzo de 1931 fue comandante y comisario militar de la 18.ª División de Fusileros de Jarosław, cargo que ocupó hasta 1935. Por su delicado estado de salud, en los años 1935-1936 estuvo a disposición del mando del Ejército Rojo sin desempeñar ninguna función. En abril de 1936 fue nombrado comandante militar de la Universidad Estatal de Moscú, luego, en agosto de 1936, se convirtió en el comandante del cuerpo de escuelas militares del Distrito Militar de Moscú, y en mayo de 1938 se convirtió en asistente para la formación del comandante del Distrito Militar de Moscú. Sirvió en este puesto hasta el comienzo de la guerra.

### Segunda Guerra Mundial
El 18 de julio de 1941, al poco de iniciarse la invasión alemana de la unión soviética, Klykov, fue nombrado comandante del 32.° Ejército, que formaba parte de la línea de defensa Mozhaisk (a unos 110 kilómetros al oeste de Moscú), donde ocupó la línea defensiva Kushelovo-Karacharovo. Desde el 30 de julio, el ejército formó parte del Frente de Reserva y, después de reagruparse, se desplegó en la línea Mosolovo-Mishutino-Terekhovo-Dorogobuzh.. El 23 de agosto de 1941, se convirtió en el comandante del 52 ° Ejército, que defendía la margen derecha del río Vóljov como un ejército independiente y hasta el 11 de noviembre de 1941 defendió la línea Myslovo-Dubrovka. En la segunda quincena de noviembre-diciembre, estuvo al mando de dicho ejército durante la ofensiva de Tijvin.
En enero de 1942, se convirtió en el comandante del 2.º Ejército de choque, con el que participó en la ofensiva de Liubán. El ejército, después de romper las líneas del frente, entró profundamente en la retaguardia de las tropas alemanas, donde sin embargo fue rodeado. Por lo tanto, en abril de 1942 fue destituido de su cargo y su lugar fue ocupado por el general Andréi Vlásov, quien, sin embargo, no logró sacar al ejército del cerco y fue hecho prisionero él mismo. En junio de 1942, se volvió a crear el 2.º Ejército de Choque y N. Klykov volvió a ser su comandante. Este ejército reconstruido participó en otro intento de romper el sitio de Leningrado en la ofensiva de Siniávino, que nuevamente terminó en derrota. Por lo que, en diciembre de 1942 fue destituido del cargo de comandante del ejército y se convirtió en asistente del comandante del Frente del Vóljov para la formación y movilización, cargo que ocupó hasta marzo de 1943.
En julio de 1943 fue nombrado subcomandante de las tropas del Distrito Militar de Moscú, y luego, en abril de 1944, asumió el puesto de comandante del Distrito Militar del Cáucaso Norte, cargo que ocupó hasta mayo de 1945. En diciembre de 1945 fue trasladado a la reserva debido a su mal estado de salud. Murió el 29 de abril de 1968 en Moscú y fue enterrado en el Cementerio de Vagánkovo.

## Rangos militares
- Komdiv (21 de abril de 1936)
- Komkor (31 de diciembre de 1939)
- Teniente general (4 de junio de 1940).[2]

## Condecoraciones
Imperio ruso
- Orden de San Estanislao de 2.do grado con espadas
- Orden de San Estanislao de 3.er grado con espadas y arco
- Orden de Santa Ana de 3.er grado con espadas

Unión Soviética
- Orden de Lenin, dos veces (21 de febrero de 1945, 28 de octubre de 1967)
- Orden de la Bandera Roja, cuatro veces (10 de marzo de 1922, 31 de mayo de 1922, 1 de abril de 1943, 3 de noviembre de 1944)
- Orden de Suvórov de 2.do grado (1945)
- Medalla por la Defensa de Leningrado
- Medalla por la Defensa de Moscú
- Medalla por la Victoria sobre Alemania en la Gran Guerra Patria 1941-1945
- Medalla Conmemorativa del 20.º Aniversario de la Victoria en la Gran Guerra Patria de 1941-1945
- Medalla del 20.º Aniversario del Ejército Rojo de Obreros y Campesinos
- Medalla del 30.º Aniversario de las Fuerzas Armadas de la URSS
- Medalla del 40.º Aniversario de las Fuerzas Armadas de la URSS
- Medalla del 50.º Aniversario de las Fuerzas Armadas de la URSS